# عمر کالی
عمر کالی (انگلیسی: Omar Colley؛ زادهٔ ۲۴ اکتبر ۱۹۹۲) بازیکن فوتبال اهل گامبیا است.
از باشگاه‌هایی که در آن بازی کرده‌است می‌توان به باشگاه فوتبال کوپیون پالوسئورا، باشگاه فوتبال دیورگاردن، و باشگاه فوتبال سمپدوریا اشاره کرد.
وی همچنین در تیم‌های ملی فوتبال جوانان و بزرگسالان گامبیا بازی کرده‌است.